# Березино (Большесельский район)
Березино — деревня в Большесельском сельском поселении Большесельского района Ярославской области.
В деревне родилась известная крепостная актриса Прасковья Шереметева-Жемчугова. В её память на окраине деревни заложен мемориальный парк, объявленный особо охраняемой природной территорией.

## Население
По данным статистического сборника «Сельские населенные пункты Ярославской области на 1 января 2007 года», в деревне Березино проживает 2 человека. По топокарте на 1973 год в деревне проживало 12 человек.

## География
Деревня расположена на юге района на левом берегу реки Молокша в её верхнем течении. Деревня стоит на поле, длиной около 3,5 и шириной 1,5 км, окружённом заболоченными лесами. На этом поле кроме Березино, выше по течению, к югу стоят деревни Широканово и Волыново. Через эти деревни проходит дорога к центру района Большому Селу.